# Broń Radom
RKP 1926 Broń Radom – polski klub piłkarski z Radomia, założony 21 marca 1926 roku. W 1957 oraz w latach 1979–1989 występował w II lidze (zaplecze ekstraklasy), zaś w 1981 awansował do 1/8 finału Pucharu Polski. Najwyższym osiągnięciem piłkarzy stało się zajęcie 3. miejsca w II lidze (gr. wschodnia) w sezonie 1979/1980.
Pięściarz radomskiej Broni, Kazimierz Paździor, w 1957 wywalczył w Pradze mistrzostwo Europy, a trzy lata później w Rzymie złoty medal igrzysk olimpijskich. W latach 1993–1995 tenisiści stołowi byli drużynowym mistrzem Polski. W klubie pozostała sekcja piłkarska, pozostałe, jeszcze istniejące sekcje rozpoczęły w 1996 samodzielne funkcjonowanie.

## Chronologia nazw
- Klub Kolarzy i Motocyklistów „Broń” (1926-1928)[1][2]
- Robotniczy Klub Sportowy „Broń” (1928-1948)[2]
- Zakładowy Klub Sportowy „Stal” (1948-1958)[2]
- Robotniczy Klub Sportowy „Broń” (1958-1982)[2]
- Robotniczo-Gwardyjski Klub Sportowy „Broń” (1982-1989)[2]
- Robotniczy Klub Sportowy „Broń” (1989-1996)[2][1]
- Radomski Klub Piłkarski „Broń” 1926 Radom (od 1996)[1]

## Historia
W związku z upowszechnianiem w Radomiu sportu fabrycznego, zorganizowano Koło Kulturalno-Oświatowe Państwowej Wytwórni Broni. W efekcie 21 marca 1926 powstał Klub Kolarzy i Motocyklistów „Broń”, który po dołączeniu się dalszych sekcji sportowych przekształcił się w Klub Sportowy "Broń" przy Państwowej Fabryce Broni. Jego pierwszym prezesem został J. Janiszewski. Z upływem czasu powstały sekcje: strzelecka, łucznicza, tenisa ziemnego, bokserska i piłki siatkowej.
Najpoważniejszy rozwój klubu przypadł po II wojnie światowej, kiedy Broń stała się klubem patronackim Zakładów Metalowych "Łucznik". Jako jedna z pierwszych po wyzwoleniu działalność wznowiła sekcja piłki nożnej. 2 kwietnia 1945 rozegrała swój pierwszy mecz, wygrywając 1:0 z KS Bata. Jeszcze w tym samym roku drugim zwycięstwem piłkarzy było zdobycie pucharu miasta z okazji Święta Pracy.
W sezonie 1946/1947 Broń wywalczyła wicemistrzostwo klasy A. W 1950 funkcję szkoleniowca objął J. Nahaczewski, pod kierunkiem którego piłkarze zdobyli tytuł mistrza województwa kieleckiego. W tym samym roku wygrali rozgrywki o puchar województwa. W 1953 uzyskali awans do III ligi (kielecko-łódzkiej). W sezonie 1954 zajęła 1. miejsce w tych rozgrywkach, w związku z czym przystąpiła do turnieju o awans do II ligi. Wygrała w nim dwa spotkania, odpadając z dalszej fazy rozgrywek. Awans uzyskała 2 lata później, kiedy w barażach pokonała Bzurę Chodaków 2:1 i 1:0, Start Kalisz dwukrotnie 1:0 i zremisowała z finalistą Pucharu Polski, Gwardią Kraków. W debiutanckim sezonie na zapleczu ekstraklasy odniosła 3 zwycięstwa, 8 razy zremisowała i przegrała 11 meczów, zajmując ostatnie 12. miejsce w grupie południowej. W 1962 zdobyła drugi puchar okręgu, pokonując w finale KSZO Ostrowiec Świętokrzyski 1:0. W 1966 rozgrywki ligi międzywojewódzkiej zakończyła na 3. miejsce, dzięki czemu awansowała do III ligi.
W sezonie 1978/1979 Broń wywalczyła mistrzostwo grupy trzeciej III ligi i awansowała na zaplecze ekstraklasy. Rok później, ustępując Motorowi Lublin i Gwardii Warszawa, zajęła 3. miejsce w klasyfikacji końcowej II ligi (gr. wschodnia), co było dotychczas najwyższym osiągnięciem piłkarzy w historii klubu. W 1981 w rozgrywkach o Puchar Polski doszła do 1/8 finału, w którym przegrała z Pogonią Szczecin 1:2. W sezonie 1983/1984 zajęła ostatnią 16. pozycję w zmaganiach ligowych i spadła z II ligi. Do rozgrywek na drugim szczeblu wróciła po roku jako mistrz grupy lubelskiej III ligi. Na zapleczu ekstraklasy grała przez kolejne 4 sezony, kończąc zmagania w dolnej części tabeli (1985/1986 – 11. miejsce, 1986/1987 – 12., 1987/1988 – 14., 1988/1989 – 14.). W 1995 po zajęciu 14. pozycji w III lidze (gr. Lublin) spadła do niższej klasy ligowej.
W 1996 z powodu przemian ustrojowych klub zakończył działalność, a istniejące jeszcze sekcje rozpoczęły samodzielne funkcjonowanie. Piłkarze przyjęli nazwę Radomski Klub Piłkarski 1926 Broń Radom, a pierwszym prezesem nowego stowarzyszenia został Bohdan Karaś.
W sezonie 2017/2018 Broń Radom została mistrzem grupy południowej IV ligi. Następnie w dwumeczu barażowym pokonała Mazovię Mińsk Mazowiecki, mistrza grupy północnej i tym samym awansowała do III ligi.

## Osiągnięcia
- 3. miejsce w II lidze (gr. wschodnia) w sezonie 1979/1980[5].

## Piłkarze

### Wychowankowie
W Broni swoją karierę piłkarską rozpoczynali przyszli reprezentanci Polski i uczestnicy europejskich pucharów:
- Tomasz Dziubiński[1] – 2 mecze w kadrze narodowej, pierwszy Polak, który zdobył gola w Lidze Mistrzów;
- Kazimierz Przybyś[1] – piętnastokrotny reprezentant Polski, uczestnik Mistrzostw Świata w 1986;
- Rafał Siadaczka[1] – 17 spotkań i 2 bramki w reprezentacji kraju, trzykrotny mistrz Polski.

## Derby Radomia
| Statystyka meczów z Radomiakiem na zapleczu Ekstraklasy |                  |        |               |        |
| Mecze                                                   | Zwycięstwa Broni | Remisy | Porażki Broni | Bramki |
| 10                                                      | 3                | 5      | 4             | 9–13   |

## Stadion

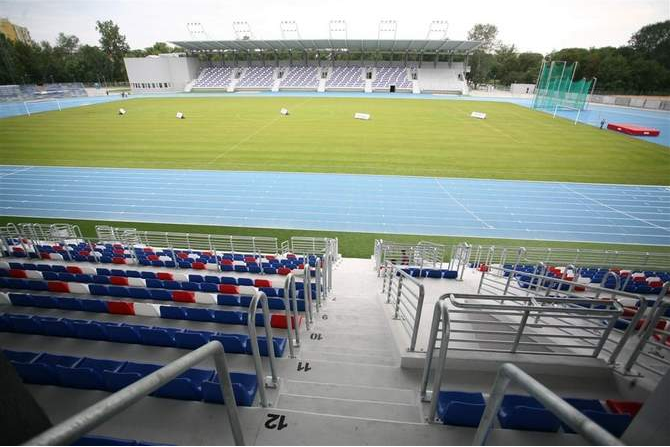
Stadion im. Marszałka Józefa Piłsudskiego w 2012

W pierwszych latach działalności zarząd klubu przystąpił do budowy stadionu sportowego przy ul. Narutowicza. Na samym początku powstał tor kolarski, na którym już w 1930 rozegrane zostały zawody. W kolejnym etapie do użytku oddano: boisko piłkarskie, bieżnię, skocznię, rzutnię, strzelnicę, boiska do piłki siatkowej. Równolegle przystąpiono do budowy basenu pływackiego (o wymiarach 50x25 m) Kompleks został zbudowany w czynie społecznym przez pracowników Państwowej Wytwórni Broni.
W latach 2010–2012 nastąpiła całkowita przebudowa stadionu. Efektem końcowym jest obiekt z dwiema trybunami na około 5.000 miejsc. Przy stadionie powstała także bieżnia lekkoatletyczna z ośmioma torami dookoła płyty boiska oraz obiekty i urządzenia. Inauguracja sztucznego oświetlenia odbyła się 20 października 2012 (III liga łódzko-mazowiecka, Broń – Start Otwock 1:3).

## Kibice

Kibice Broni Radom podczas meczu domowego na stadionie przy ulicy Narutowicza 9

Pod koniec lat 70. XX wieku na Plantach powstał ruch kibicowski. Początkowo średnia frekwencja na meczach Broni wynosiła ok. 7 tysięcy. Niemal od początku kibice radomskiego klubu zaczęli toczyć rywalizację z „szalikowcami” z Kielc oraz z Radomiakiem. W tym czasie utrzymywali przyjazne relacje (tzw. zgody) z ŁKS-em, Zawiszą, Arką i Polonią Bytom. W sezonie 1979/1980 ustanowili rekord widowni podczas meczu piłkarskiego w Radomiu, kiedy to II-ligowe spotkanie ze Starem Starachowice obejrzało 22 tysiące widzów.
Główne skupisko sympatyków Broni znajduje się w dzielnicach Planty, Borki, Ustronie oraz Prędocinek. W pozostałych częściach miasta i miejscowościach położonych wokół Radomia występują w mniejszych ilościach.

## Pozostałe sekcje

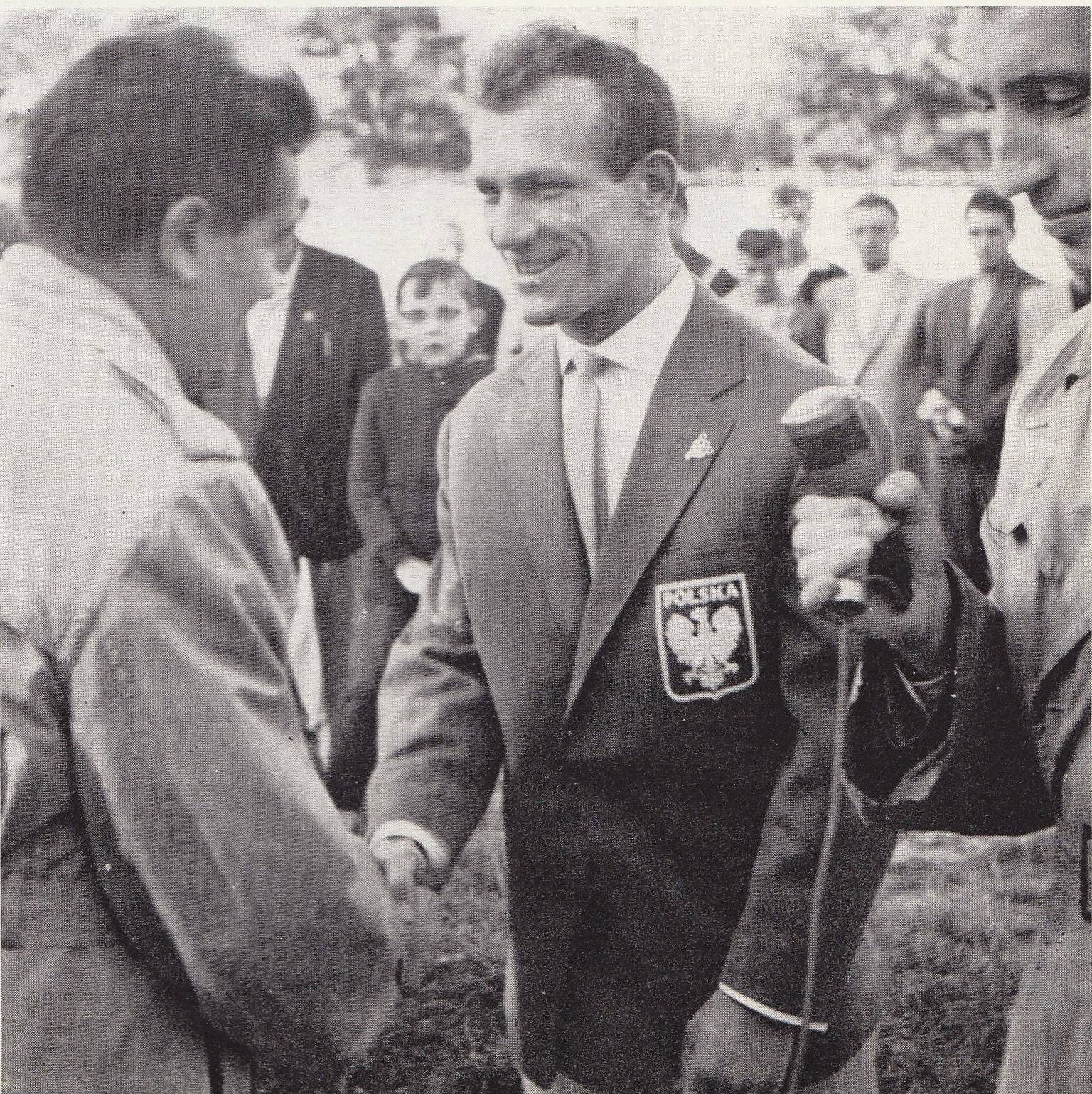
Kazimierz Paździor

Wizytówką stały się sukcesy boksera Kazimierza Paździora, który w 1957 w Pradze zdobył mistrzostwo Europy, a w 1960 w Rzymie złoty medal igrzysk olimpijskich. Szczytowym osiągnięciem drużyny pięściarskiej był awans i występy w połowie lat 80. w ekstraklasie. Do krajowej elity Broń należała również w kolarstwie. Lucjan Józefowicz i Stefan Borucz stanowili część reprezentacji Polski, a cały zespół kolarski należał do ścisłej czołówki w kraju. Późniejszy zawodnik sekcji kolarskiej, Andrzej Michalak, reprezentował Polskę na olimpiadzie w Moskwie.
Ważnymi postaciami w historii radomskiego klubu byli również: Michał Sawicki - pierwszy polski mistrz świata, który tytuł zdobył w 1931 w łucznictwie, a także Lucjan Wyszyński, który razem z Sawickim zdobywali po II wojnie światowej mistrzostwo Polski w strzelectwie sportowym. Przez dłuższy czas utrzymywała się wysoka pozycja radomskiego tenisa ziemnego. Broń była w tej dziedzinie wicemistrzem Polski, a zawodnicy: Leszek Słomski, Danuta Szmidt-Calińska i Danuta Makulska byli zawodnikami reprezentacji Polski. W tenisie stołowym drużyna Broni występowała w I lidze, a Wiktor Naumowicz i Danuta Szmidt-Celińska należeli do kadry narodowej. Przełomem okazał się rok 1993, gdy sponsorem został Mirosław Kłys, właściciel firmy Euromireks. Chcąc zrobić reklamę poprzez sport, sprowadził do Radomia najlepszych polskich tenisistów stołowym: Leszka Kucharskiego, Marcina Kusińskiego, Piotra Skierskiego, Grzegorza Adamiaka. Zaowocowało to zdobyciem tytułu drużynowego mistrza Polski oraz 9 medali indywidualnych mistrzostw w latach 1993-96. Odejście sponsora spowodowało upadek sekcji.
W 1996 istniejące jeszcze sekcje rozpoczęły samodzielne funkcjonowanie, w wyniku czego powstały następujące kluby: BTS Broń – boks, KTS Broń – tenis stołowy, KKS Broń – kolarstwo.